# Torrejoncillo (kommun)
Torrejoncillo är en kommun i Spanien.   Den ligger i provinsen Provincia de Cáceres och regionen Extremadura, i den centrala delen av landet, 240 km väster om huvudstaden Madrid. Antalet invånare är 3 195.